# Quai des Orfèvres
Quai des Orfèvres är en gata i Paris, belägen på Île de la Cité i 1:a arrondissement. Den anlades mellan 1580 och 1643 och är uppkallad efter de guldsmeder, orfèvres, vilka hade sin verksamhet i grannskapet.
Georges Simenons romanfigur Jules Maigret har sitt kontor på Quai des Orfèvres nummer 36.

## Bilder

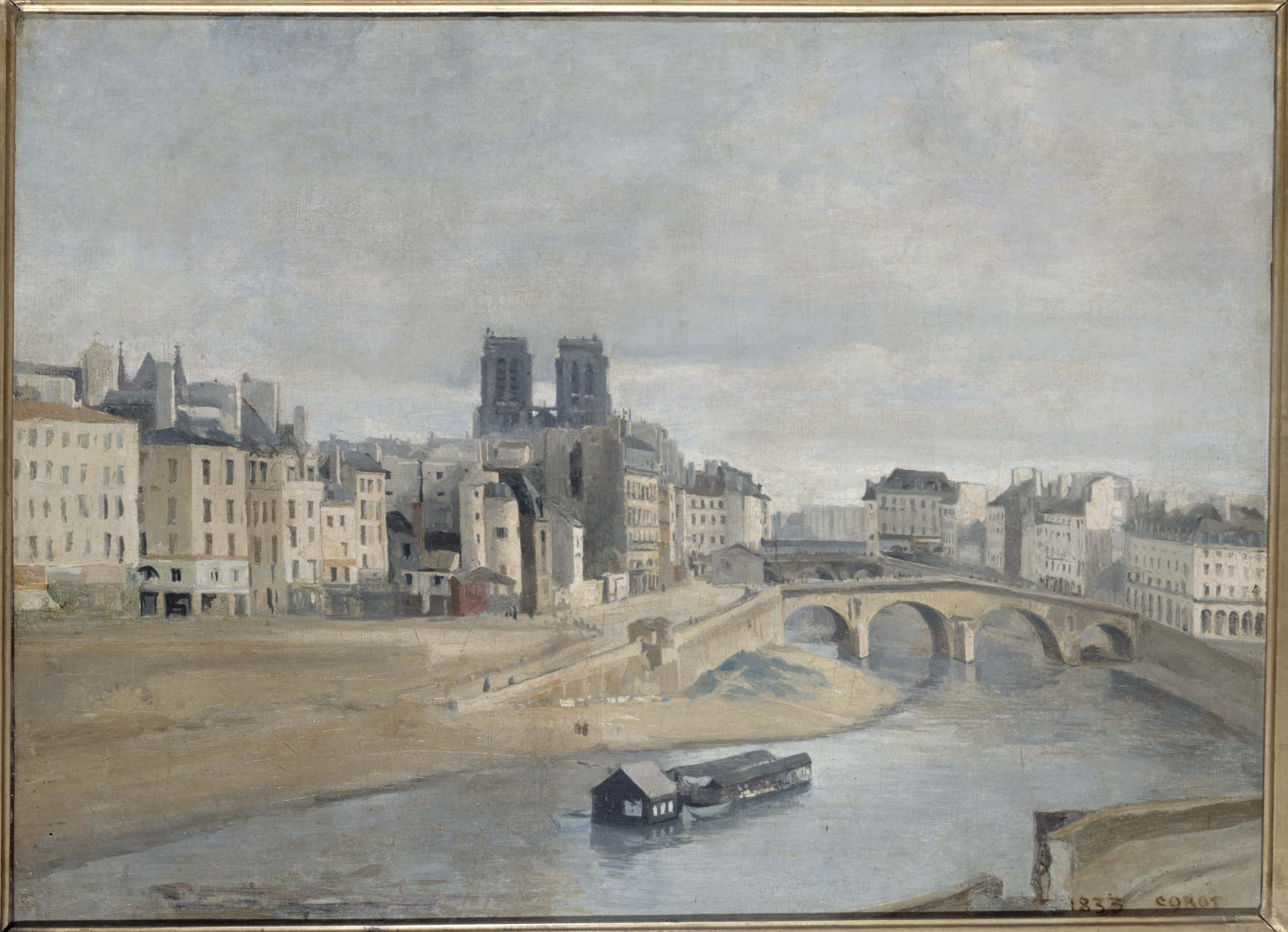
Quai des Orfèvres et Pont Saint-Michel. Målning av Camille Corot från år 1833.
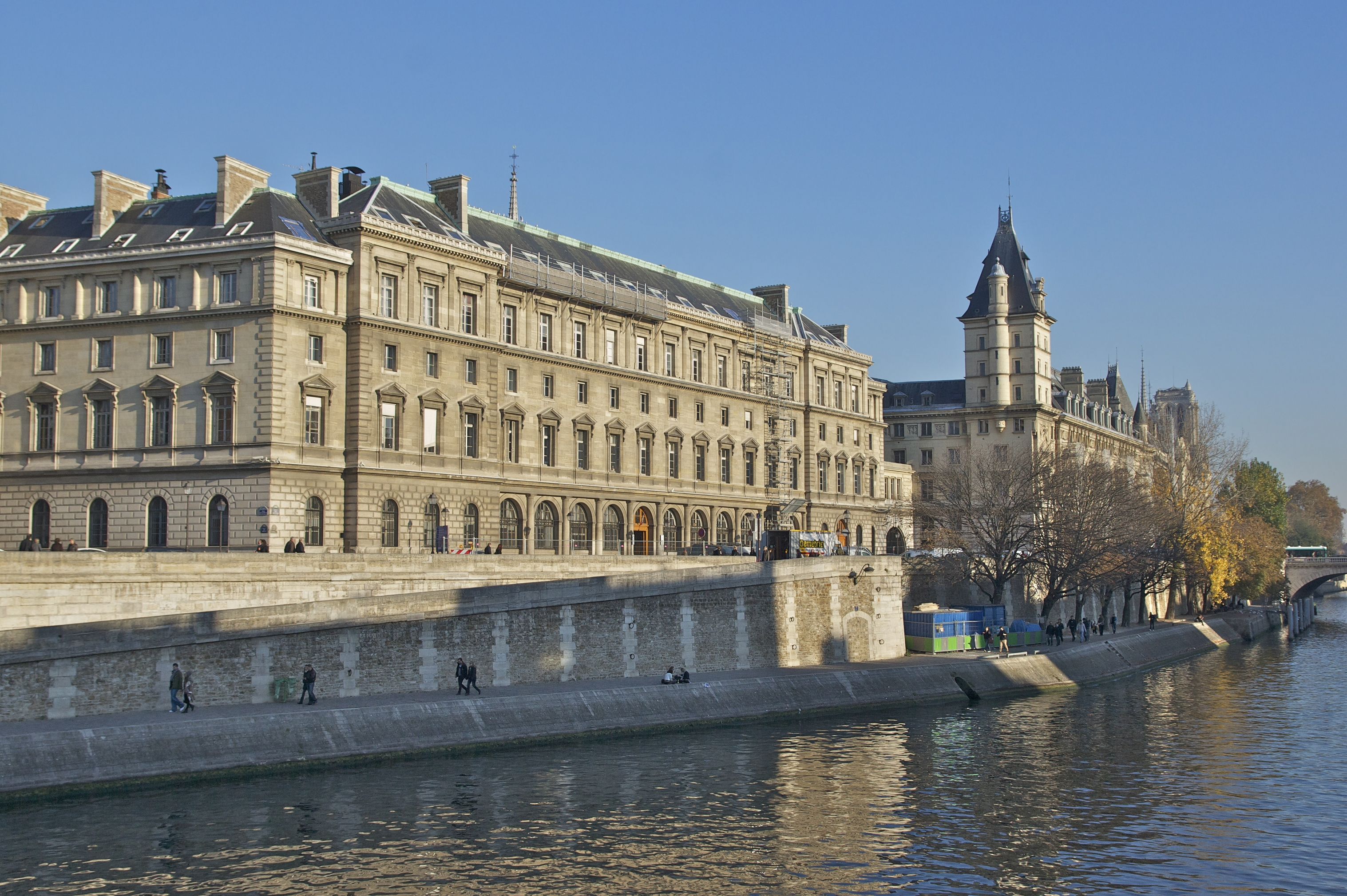
Quai des Orfèvres nummer 36.

### Webbkällor
- ”Quai des Orfèvres”. Mairie de Paris. http://www.v2asp.paris.fr/commun/v2asp/v2/nomenclature_voies/Voieactu/6847.nom.htm. Läst 18 januari 2019.
- ”Le quai des Orfèvres”. Les rues de Paris. http://www.parisrues.com/rues01/paris-01-quai-des-orfevres.html. Läst 18 januari 2019.